# Boone Township (comté de Texas, Missouri)
Pour les articles homonymes, voir Boone Township.
Boone Township est un township, situé dans le comté de Texas, dans le Missouri, aux États-Unis,.
Le township est fondé en 1845 et baptisé en référence à Daniel Boone, un pionnier et un explorateur.

### Source de la traduction
- (en) Cet article est partiellement ou en totalité issu de l’article de Wikipédia en anglais intitulé « Boone Township, Texas County, Missouri » (voir la liste des auteurs).